# 온 유어 마크
《온 유어 마크 지브리 실험극장》(일본어: オン・ユア・マーク ジブリじっけんげきじょう)은 차게 앤 아스카의 노래 《On Your Mark》의 프로모션 필름으로 제작된, 미야자키 하야오의 애니메이션 작품이다. 스튜디오 지브리에서 일본의 남성 록 밴드 차게 앤 아스카의 노래 〈온 유어 마크〉를 위한 뮤직 비디오로 제작하였다.
원곡은 1994년 싱글 앨범 《HEART/NATURAL/On Your Mark》에 수록되었고, 1995년 미야자키 하야오가 영화 모노노케 히메로 작가의 폐색을 겪은 후 이 곡을 위한 단편 영화를 사이드 프로젝트로 작성, 감독하였다. 이 뮤직 비디오는 비선형적으로, 반복과 대체 장면으로 사건을 그린다. 뮤직 비디오에는 오디오 트랙에 음향 효과를 더하였으나 대사는 나오지 않는다.
미야자키 하야오는 가사를 일부러 오역하여 사람들이 살기 어렵게 된 지상을 버리고 지하 도시에 사는 세계관을 표현하도록 했다. 뮤직 비디오는 아리송하게 만들어져 시청자들의 창의적 해석을 불러일으켰다.
뮤직 비디오는 두 명의 경찰관을 따른다. 이들은 사교 집단을 습격하던 중 한 천사 모습의 소녀를 발견하게 되고 그녀는 연구실에 옮겨져 감금된다. 소녀에 대해 고민하던 두 남자는 계획을 세워 연구실에 침입한다. 장갑 트럭을 타고 달아나던 일행은 높게 드리워진 좁은 도로에서 경찰 비행기를 돌파하려다가 심연으로 추락하게 된다. 앞 장면의 짜깁기 후에 무장 트럭은 갑자기 로켓을 분사하여 아파트 단지로 돌진하고 탈출할 수 있게 된다. 셋은 지상으로 탈출하여, 방사선 위험 표지를 무시하고, 감싸여진 원자로 부근에 나타난다. 두 남자는 '천사'를 자유롭게 놓아 주며, 소녀는 하늘 저편으로 날아간다.
이 뮤직 비디오는 애니메이션과 세심한 주의로 호평을 얻었다. 뮤직 비디오는 스튜디오 지브리의 귀를 기울이면 상영 전에 단편으로 개봉되었고, '지브리가 잇파이 스페셜 쇼트 쇼트'(원제: ジブリがいっぱい SPECIAL ショ-ト ショ-ト)에 수록, 레이저 디스크와 DVD로 출시되었다. 일본 밖에서는 발표되지 않았다.

## 개요
아스카가 프로모션 비디오를 애니메이션으로 만들고 싶다는 제안을 했으며, 여기에 평소 미야자키 작품의 팬이었던 차게가 적극적으로 의뢰하여 제작이 성사되었다.
지브리의 실력파 신인 애니메이터 안도 우마사시가 작화 감독을 맡았으며, 차게 앤 아스카의 전국 순회 콘서트 투어《SUPER BEST3》(1995년)의 오프닝 필름으로 상영되었고 폭발적인 인기를 얻게 되었다.
1995년 7월 15일 영화 《귀를 기울이면》과 함께 6분 37초 길이로, 동시 상영 형태로 공개되었다. 포니캐년(Pony Canyon)에서 VHS와 LD에 수록, 발매하였다. 팬들에게는 일종의 예고편이라는 기대감을 주었지만 이후 장편화는 이루어지지 않았다.
이후 음악 전문 위성방송인 채널 V를 통해 아시아 전역에 방영되어 높은 인기를 누렸다.
제목 '지브리 실험극장'을 통해 알 수 있듯이, 단편 애니메이션 영상을 노래와 조합하는 실험적인 형태를 시도하였다. 당시에는 드물었던 돌비 디지털 5.1로 제작되어 AV 마니아들에게 큰 호응을 얻었다. 미야자키 하야오의 기존 작품 성향과는 달리 이 뮤직비디오에는 통상적인 일본 SF 만화의 미래도시 및 매카닉들이 등장하며, 그의 작품 중 최초로 CG 영상을 사용한 사례이기도 하다. 이야기의 흐름은 시간 순서대로 배열되어 있지 않으며, 평행세계의 개념이 삽입되어 있다.

## 제작
뮤직 비디오의 제작은 미야자키가 모노노케 히메를 감독하면서 작가의 폐색을 겪어 머리를 식힐 또 다른 프로젝트가 필요했기 때문이다. 곡은 1994년 발표된 싱글 앨범에 수록되었지만, 미야자키 하야오가 뮤직 비디오의 (시나리오를) 쓰고 감독했다.
뮤직 비디오의 제작 과정에서 미야자키 하야오는 컴퓨터 애니메이션 사용을 실험적으로 사용, 전통적으로 수작업으로 이루어지는 셀 애니메이션을 보강했다. 당시 스튜디오 지브리에는 컴퓨터 담당 부서가 없었고, 작업은 나카노 히데키의 관리하에 CG 제작 업체에 외주로 진행했다. 〈온 유어 마크〉의 실험으로부터 얻은 기술은 이후 《모노노케 히메》의 제작에 채택되었다. 작화감독은 안도 마사시가 맡았고, 오랜 기간 미야자키 하야오와 합작해 온 야스다 미치오가 채색을, 배경은 오가 카즈오가 담당하였다. 타케시게 요지는 미술 감독으로 데뷔하였다.

## 내용

### 등장 인물
- 경관 2명: 각각 차게, 아스카를 닮았다.
- 소녀: 등에 날개가 달려 있으며, 천사와 비슷한 형상을 하고 있다. 《바람 계곡의 나우시카》의 나우시카와 닮았다.

### 줄거리[10]
무대는 미래의 한 도시. 지표면은 방사능으로 오염되어 인간들은 돔 형태의 지하 도시로 거주처를 옮겼다. 첫 장면은 주인공 경찰 두사람이 트럭을 타고 지상의 마을을 지나고 있다.
장면이 바뀌어 정부의 무장경찰단이 한 사교 집단의 시설인 듯한 건물을 기습한다. 헬리콥터로 건물 벽을 들이받아 무너뜨린 뒤, 사교 집단의 신도들과 경찰들은 총 난사와 수류탄 투척이 난무하는 무차별 살상전을 벌인다. 신도들을 제압한 뒤 뒷수습을 하는 과정에서, 주인공 경찰 2인은 시설 한 구석에 쇠사슬에 묶인 채 기절해 있는, 날개가 있는 소녀를 발견한다.
순간 화면은 교외의 도로 위를 질주하는 알파 로메오 스파이더와, 거기에 타고 있는 경찰 2인과 소녀로 넘어간다. 두 사람은 소녀가 바람을 타고 공중에 뜰 수 있도록 손을 잡아준다. 소녀는 날개를 펼치고 하늘로 날아간다.
다시 화면은 원 시점으로 돌아온다. 둘은 소녀를 결박하던 사슬을 풀어주고 밖으로 데리고 나가서 물을 먹이고, 소녀는 정신을 차리나, 이윽고 특수 방호복을 입은 부대가 도착하여 소녀를 들것에 실은 뒤 비행선으로 이송해 간다. 경관 2인은 소녀를 태운 비행선이 떠나가는 것을 우두커니 서서 지켜본다.
그 날 밤 바에 있는 두 사람. 그들은 소녀의 얼굴을 떠올린다. 둘은 컴퓨터로 무엇인가를 찾고, 어떤 장치를 만든다.
두 사람은 특수 방호복 차림으로 위장하고 삼엄해 보이는 연구소에 침입한다. 결국 붙잡혀 있던 소녀를 풀어 주는 데 성공하나 사이렌이 울리고 경비병들이 추격해 온다. 셋은 건설용으로 쓰이는 듯한 트럭에 타고 필사적으로 도망친다. 추격해 오는 비행선을 따돌리려 하다가 충돌하고, 다리는 무너진다. 경찰 2인은 떨어지는 와중에도 소녀에게 무언가 말하고 날아서 도망치라고 하는 듯한 몸짓을 하나 소녀는 끝까지 두 사람을 놓지 않는다. 트럭은 아래로 계속 추락한다.
시점은 다시 경관 2인이 소녀를 발견했을 때로 돌아간다. 이후 여러 순간이 지나가면서 다리 위의 추격전으로 상황이 바뀐다. 다리가 무너지면서 자동차와 세 사람이 함께 추락하려는 순간, 자동차에서 추진 로켓이 점화되면서 하늘을 날게 되며, 날아가던 차는 근처 아파트에 박힌다. 셋은 무사히 탈출하게 된다.
셋은 알파 로메오에 타고 지하 도시를 벗어난다. 차는 방사능 오염 경고등이 켜진 터널을 지나 태양이 내리비치는 외부로 나온다. 도로를 계속 달리는 중 보이는, 풀과 나무가 자라지만 사람은 없는 듯한 마을 및 경고 표지판들.
두 사람은 소녀를 띄워서 바람에 몸을 맡겨 날개를 펼 수 있도록 한다. 경관이 소녀의 손바닥에 가볍게 입을 맞추는 것을 끝으로, 소녀는 두 사람을 떠나 날갯짓을 한다. 그녀를 보내고 차를 멈춘 채 하늘을 바라보는 둘을 뒤로하고, 소녀는 날개를 펴고 구름 위로 높이 날아간다.

## 분석
단조롭게 이어지지 않고 아리송하고 수수께끼같은 스타일은 시청자들의 상상력을 자극하여 뮤직 비디오에 대한 그 나름대로의 해석을 내리기 위한 것이었다. 미야자키 하야오는 '천사'에 대한 해석으로 '희망'을 제시했고, 희망의 수호는 역설적으로 '아무의 손길도 닿지 않는 곳으로 놓아 주는 것'을 의미했다. 미야자키 하야오는 비디오의 설정에서 지구 표면이 방사능으로 오염된 후 사람들이 지하 도시에 거주하여 자연을 위한 피난처가 만들어졌다고 했다. 그는 의도적으로 노래의 가사를 다르게 해석하여 질병과 방사능으로 가득찬 세계관을 떠올렸다. 그는 또한 두 명의 경찰관이 예전의 삶으로 되돌아갈 수는 없음을 애매하게 내비쳤다. 미야자키 하야오는 천사같은 소녀에 대해 '새 인간'(鳥の人)으로 언급했는데, 이는 그의 영화 바람 계곡의 나우시카에 등장하는 나우시카의 별칭이기도 하다.

## 수록 매체

### CD
- HEART/NATURAL/On Your Mark (1994년 8월 3일 발매)

차게 앤 아스카의 36번째 싱글. 3번 곡.
- CODE NAME.2 SISTER MOON (1996년 4월 22일 발매)

차게 앤 아스카의 20번째 앨범. 12번 곡.
- One voice THE SONGS OF CHAGE&ASKA (1996년 7월 31일 발매)

해외 아티스트들이 만든, 차게 앤 아스카의 트리뷰트 앨범. 12번 곡 《CASTLES IN THE AIR》는 차게 앤 아스카 본인들이 영어로 《On Your Mark》를 셀프 커버한 것이다.
- STUDIO GHIBLI SONGS (1998년 5월 21일 발매)

스튜디오 지브리 작품의 악곡들을 수록한 옴니버스 판. 15번 곡.
- VERY BEST ROLL OVER 20TH (1999년 12월 16일 발매)

차게 앤 아스카의 2장 분량의 컴플리트 베스트 앨범. 2번판 10번 곡.
- STUDIO GHIBLI SONGS + ONE ～오르골・멜로디즈 2000～ (1999년 12월 22일 발매)

스튜디오 지브리 작품 내 악곡의 오르골 멜로디를 수록한 기획판. 15번 곡에 오르골 버전 수록.

### VHS, LD
- 지브리 실험극장 On Your Mark (1997년 7월 25일 발매)

PV, 라이카 릴 수록 (차게 앤 아스카 《Sometihg There》 PV 동시수록)

### DVD
- 지브리가 가득 스페셜 쇼트쇼트 (2005년 11월 16일 발매)

일본어 2.0ch, 일본어 5.1ch, 영어 2.0ch (《CASTLES IN THE AIR》)에서 가사 / 무가사 합계 6종 수록. 영상특전으로 라이카 릴 수록.

## 기타
- 2004년의 차게아스[13] 데뷰 25주년 기념 콘서트《two-five》에서 《On Your Mark》를 불렀을 때, 일부 회장에서는 무대 뒤에 이 필름이 두 사람의 노래와 함께 상영되었다.
- 2005년 8월 26일 《금요 로드쇼》(金曜ロードショー)에서 《하늘색의 씨앗》과 함께 지상파로 최초 방송되었다.
- 2005년 11월 16일 발매된 지브리 단편작품을 모은 DVD 《지브리가 가득 스페셜 쇼트쇼트》(1992년부터 2005년까지의 지브리 단편작품집)에 수록되어 있다.
- 자동차를 좋아하는 미야자키의 취향에 영향을 받아서, 미래를 무대로 하고 있음에도 주인공 2명이 탄 차는 노란색 알파 로메오 줄리에타 스파이더이다.
- 작품 중 경관 둘과 소녀가 탄 차가 추락하는 장면이 나오는데, 이에 대해 지브리 스튜디오 측은 '그들은 죽은 것이 아니다. 노래 가사 중 '우리들이 그래도 그만두지 않는 건..(僕らがそれでも止めないのは)'이 의미하듯, 몇 번을 실패하더라도 계속 도전하는 것이다.'라고 밝혔다.[14]
- 경관들과 소녀의 차가 도시 건물을 벗어나기 전 통로에 보이는, 한자로 된 경고판들의 의미는 '태양빛 주의(注意阳光!)', '목숨을 책임질 수 없음(不保障生命!)'이며, 이는 오존층의 농도가 약해져서 자외선 복사량이 증가했기 때문이다.[6]
- 작중 중국 슬럼가에서 나오는 한자의 의미는 '신이 당신을 지켜보고 있다'로, 이는 소녀가 붙잡혀 있던 사교집단의 표어이다.[6]
- 사교 집단의 이름은 '성 노바 교회'(聖NOVA'S CHURCH)이다.[6]
- 미야자키 하야오는 작품 내 평원 위에 세워져 있는 상자 모양의 거대한 건물을, 체르노빌 사태 후 방사능 유출을 막기 위해 콘크리트로 시설을 막은 것에서 착안한 것이라고 밝혔다.[14]